# Tazoult
Tazoult (o Lambèse) è un comune dell'Algeria, situato nella provincia di Batna.